# Ferenc Szusza
Ferenc Szuszané le 1er décembre 1923 à Budapest et mort le 1er août 2006 dans la même ville, est un footballeur et entraîneur hongrois.
Le stade de l'Újpest FC porte son nom.

## Biographie
Il évolue au poste d'attaquant. Grand joueur du football hongrois de l'époque, auteur de 18 buts en 24 sélections avec l'équipe de Hongrie, il évolue en club à l'Újpest FC (393 buts en 462 matchs de championnat).
Il devient entraîneur à la fin de sa carrière de joueur notamment dans les clubs espagnols du Real Betis Balompié et de l'Atletico Madrid.

## Palmarès joueur
- Championnat de Hongrie : 1945, 1946, 1947, 1960

## Palmarès entraîneur
- Championnat de Pologne : 1971
- Coupe de Pologne : 1971